# جيمس جونستون (رجل أعمال أمريكي)
جيمس جونستون (بالإنجليزية: James Johnston)‏ هو شخصية أعمال أمريكي، ولد في 8 ديسمبر 1895 في تشابل هيل في الولايات المتحدة، وتوفي في 28 ديسمبر 1967 في واشنطن العاصمة في الولايات المتحدة.